# Нхотакота (дистрикт)
Нхотако́та (англ. Nkhotakota) — дистрикт у складі Центрального регіону Малаві.
Адміністративний центр — селище Нхотакота.

## Населення
Населення — 393077 осіб (2018, 299240 у 2008, 229460 у 1998, 158044 у 1987, 94370 у 1977).
Національний склад:
- чева — 75,8 %
- тумбука — 3,9 %
- нгоні — 2,3 %
- ломве — 2,1 %
- яо — 1,9 %
- сена — 1,7 %
- манганджа — 0,4 %
- інші — 11,9 %

## Склад
Дистрикт складається з 8 адмінодиниць третього порядку:
| Громада, населений пункт   | Площа, км² | Населення, осіб (2018) | Центр |
| -------------------------- | ---------- | ---------------------- | ----- |
| Вищі традиційні громади    |            |                        |       |
| Каліманджіра               | 77,6       | 19662                  | -     |
| Традиційні громади         |            |                        |       |
| Каньєнда                   | 602,0      | 116546                 | -     |
| Кафузіла                   | 565,2      | 24068                  | -     |
| Маленга-Чанзі              | 236,3      | 43257                  | -     |
| Мвадзама                   | 608,4      | 99063                  | -     |
| Мвансамбо                  | 240,8      | 29239                  |       |
| Мфонде                     | 178,8      | 31255                  | -     |
| Центральні населені пункти |            |                        |       |
| Нхотакота                  | 12,4       | 28350                  | -     |
| Природоохоронні території  |            |                        |       |
| заповідник Нхотакота-Гаме  | 1788,0     | 1637                   | -     |